# Alceo Lipizer
Alceo Lipizer (né le 8 avril 1921 à Fiume (aujourd'hui Rijeka en Croatie) et mort le 4 septembre 1990 à Carenno) est un joueur italien de football, qui évoluait en tant qu'ailier.
Durant sa carrière, Lipizer a joué avec les équipes italiennes de l'Unione Sportiva Fiumana, de l'Associazione Sportiva Taranto Calcio, de la Juventus (où il joue son premier match le 6 janvier 1946 lors d'une victoire à domicile 1-0 contre Bologne), du Calcio Como et de l'Associazione Calcio Reggiana 1919.

## Palmarès
- Vice-champion d'Italie en 1945-46 et 1946-47 avec la Juventus.
- Champion de Serie B en 1948-1949 avec Côme.